# Pingcheng

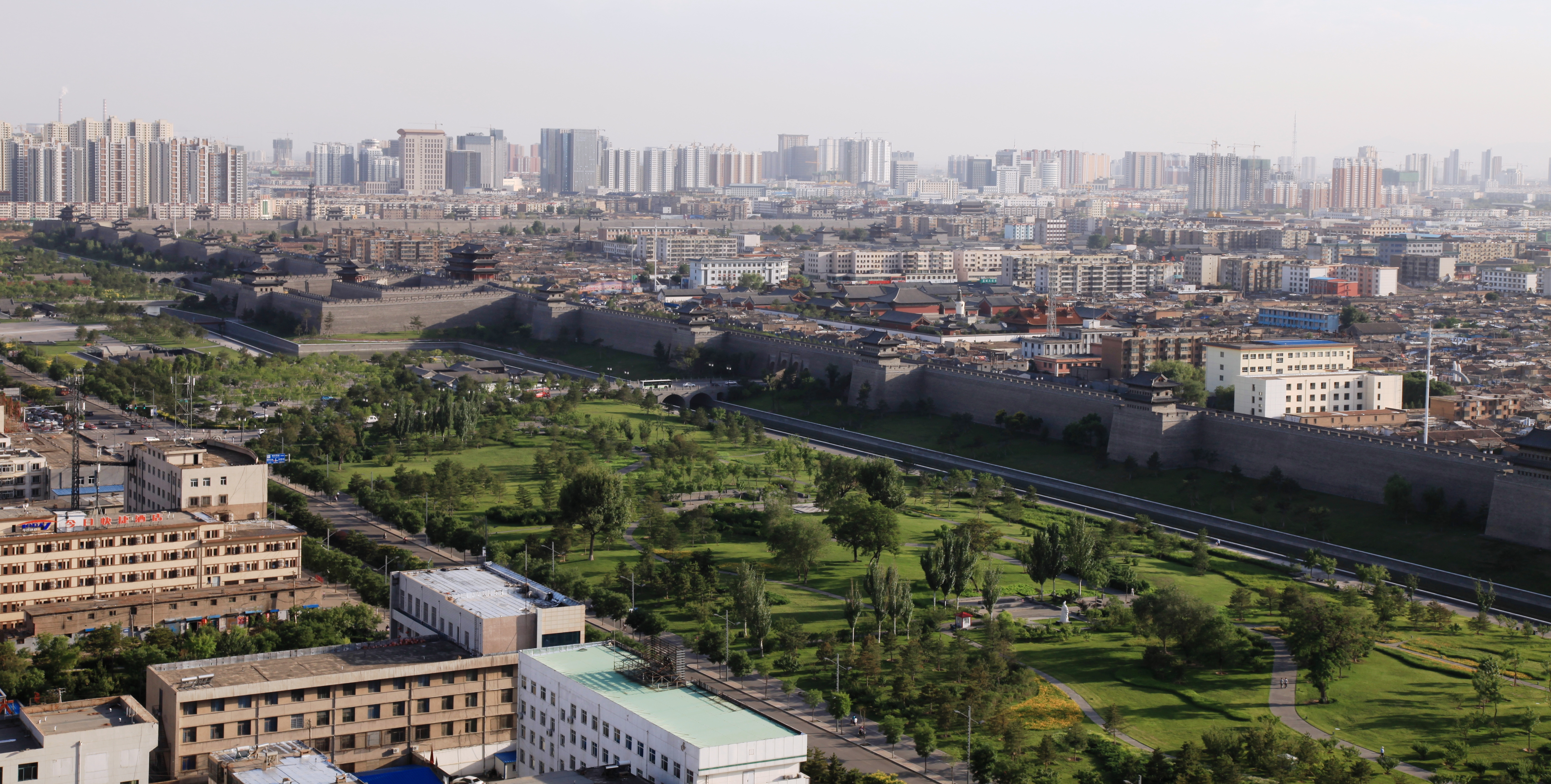
Blick über Pingcheng und die Stadtmauer aus der Ming-Dynastie, 2013

Pingcheng (chinesisch 平城區 / 平城区, Pinyin Píngchéng Qū) ist ein Stadtbezirk der bezirksfreien Stadt Datong im Norden der chinesischen Provinz Shanxi. Er hat eine Fläche von 236,8 Quadratkilometern und 1.105.699 Einwohner (Stand: Zensus 2020). Im Jahr 2018 zählte Pingcheng eine ansässige Bevölkerung von etwa 807.000 Personen und eine temporäre Bevölkerung von 180.000 Personen.
Pingcheng umfasst den größten Teil des Stadtgebietes von Datong, mithin befinden sich viele Kulturgüter der Stadt auf dem Gebiet von Pingcheng. Dazu gehören der buddhistische Huayan-Tempel, der Shanhua-Tempel, die Neun-Drachen-Wand, die Stadtmauer aus der Ming-Dynastie, der Fahua-Tempel, der Trommelturm, der Chaoyang-Tempel und die Moschee.

## Administrative Gliederung
Auf Gemeindeebene setzt sich der Stadtbezirk seit der Gebietsreform von 2018 aus dreizehn Straßenvierteln und drei Gemeinden zusammen. Diese sind:
- Straßenviertel Dongjie (东街街道)
- Straßenviertel Xijie (西街街道)
- Straßenviertel Nanjie (南街街道)
- Straßenviertel Beijie (北街街道)
- Straßenviertel Nanguan (南关街道)
- Straßenviertel Beiguan (北关街道)
- Straßenviertel Xinjian Nanlu (新建南路街道)
- Straßenviertel Xinjian Beilu (新建北路街道)
- Straßenviertel Xinhua Jie (新华街街道)
- Straßenviertel Zhenhua Nanjie (振华南街街道)
- Straßenviertel Daqing Lu (大庆路街道)
- Straßenviertel Xiangyangli (向阳里街道)
- Straßenviertel Kaiyuan Jie (开源街街道)
- Gemeinde Majunying (马军营乡)
- Gemeinde Xinwang (新旺乡)
- Gemeinde Shuibosi (水泊寺乡).[3]

Unterhalb dieser Ebene existieren 60 Dörfer und 125 Einwohnergemeinschaften.
Der Stadtbezirk entstand im Jahre 2018 aus dem alten Stadtbezirk Chengqu, dem man mehrere Straßenviertel und Gemeinden des ebenfalls aufgelösten Stadtbezirkes Nanjiao angliederte.

## Verkehr
Pingcheng liegt an der Bahnstrecke Peking–Baotou und der Bahnstrecke Datong–Puzhou, darüber hinaus an der Autobahn Peking-Datong und der Autobahn Eren Hot–Guangzhou. Per 2018 befinden sich die Schnellfahrstrecke Datong-Zhangjiakou und die Schnellfahrstrecke Datong-Xi’an im Bau.
Der nächstgelegene Flughafen Datong-Yungang bietet Verbindungen in mehrere große Städte Chinas wie Shanghai, Peking oder Guangzhou.